# Artūras Kasputis
Artūras Kasputis (Klaipėda, 26 febbraio 1967) è un dirigente sportivo, ex ciclista su strada e pistard lituano, sovietico fino al 1990. Campione olimpico nell'inseguimento a squadre ai Giochi di Seul 1988, dopo il ritiro dall'attività è divenuto direttore sportivo del team francese AG2R.

## Carriera
Specialista della pista, con la Nazionale sovietica fu bronzo mondiale di inseguimento individuale Dilettanti nel 1987 a Vienna e campione olimpico di inseguimento a squadre l'anno dopo ai Giochi di Seul, in quartetto con Vjačeslav Ekimov, Dmitrij Neljubin e Gintautas Umaras.
Professionista dal 1991, nel 1992 vinse il bronzo mondiale nell'inseguimento individuale in rappresentanza della Lituania; su strada conquistò invece una tappa al Critérium du Dauphiné Libéré 1996 e il Circuit des Mines 1999, indossò per un giorno la maglia a pois al Tour de France 1997 e fu secondo ai campionati lituani 1999 a cronometro.
Ritiratosi dalle corse a fine 2002, dal 2003 è direttore sportivo della squadra francese AG2R Citroën (già AG2R Prévoyance e AG2R La Mondiale) diretta da Vincent Lavenu.

## Palmarès
- 1987 (dilettanti)

Classifica generale Tour du Maroc
- 1991 (Postobon, cinque vittorie)

Prologo Vuelta a Colombia (Quito > Quito, cronometro)
7ª tappa Vuelta a Colombia (Medellín > Manizales)
Circuit du Port de Dunkerque
Classifica generale Circuito Montañés
Classifica generale Tour du Gévaudan Languedoc-Roussillon
- 1992 (Chazal, tre vittorie)

Chrono des Herbiers
2ª tappa, 1ª semitappa Route du Sud (Tonneins > Tonneins, cronometro)
Classifica generale Route du Sud
- 1993 (Chazal, una vittoria)

Grand Prix de Beuvry la Foret
Barcelona-Montpellier (Granollers > Sant Feliu de Guíxols)
Classifica generale Barcelona-Montpellier
- 1994 (Chazal, una vittoria)

1ª tappa, 1ª semitappa Route du Sud (Pau > Pau, cronometro)
- 1996 (Casino, una vittoria)

1ª tappa Critérium du Dauphiné Libéré (Megève > Villefontaine)
- 1999 (Casino, tre vittorie)

Prologo Tour de l'Ain (cronometro)
7ª tappa Circuit des Mines (Rombas > Rombas, cronometro)
Classifica generale Circuit des Mines
- 2000 (AG2R La Mondiale, due vittorie)

2ª tappa Quatre Jours de Dunkerque (Saint-Pol-sur-Mer > Boulogne-sur-Mer)
4ª tappa, 2ª semitappa Post Danmark Rundt (Nysted > Nykobing)

### Altri successi
- 1990 (dilettanti)

1ª tappa Vuelta a Colombia (Arauca > Guasdualito, cronosquadre)
- 1993 (Chazal)

2ª tappa Tour de Pologne (Lublino > Kraśnik, cronosquadre)

### Pista
- 1985 (dilettanti)

Campionati del mondo, Inseguimento individuale Dilettanti
- 1988 (dilettanti)

Giochi olimpici, Inseguimento a squadre
- 1990 (dilettanti)

Gran Caracol de Pista

## Piazzamenti

### Grandi Giri
- Giro d'Italia

1996: ritirato (16ª tappa)
- Tour de France

1992: 71º
1994: 44º
1995: 45º
1997: 93º
2000: ritirato (15ª tappa)
- Vuelta a España

1992: 32º
1996: ritirato (14ª tappa)
1998: ritirato (4ª tappa)

### Classiche monumento
- Milano-Sanremo

1992: 32º
- Parigi-Roubaix

1999: 35º
- Liegi-Bastogne-Liegi

1992: 73º

### Competizioni mondiali
- Campionati del mondo su strada

Benidorm 1992 - In linea Professionisti: ritirato
Agrigento 1994 - Cronometro Elite: 24º
Agrigento 1994 - In linea Elite: ritirato
Duitama 1995 - Cronometro Elite: 13º
Verona 1999 - Cronometro Elite: 18º
- Campionati del mondo su pista

Stoccarda 1985 - Inseg. ind. juniores: vincitore
Stoccarda 1985 - Inseg. a sq. juniores: 3º
Vienna 1987 - Inseg. a squadre: 3º
Valencia 1992 - Inseg. ind. Professionisti: 3º
Bogotá 1995 - Inseg. a squadre: 7º
- Giochi Olimpici

Seul 1988 - Inseguimento a squadre: vincitore
Atlanta 1996 - Inseguimento individuale: 10º
Atlanta 1996 - Inseguimento a squadre: 11º
Atlanta 1996 - Cronometro: 21º
Sydney 2000 - In linea: ritirato
Sydney 2000 - Cronometro: 25º